# Museo Arqueológico de Campeche
El Museo Arqueológico de Campeche es un recinto representativo de la arquitectura militar de Campeche. Además, fue utilizado primordialmente en las luchas en las que la ciudad de Campeche formó parte a lo largo del siglo XIX. Hoy en día, se exhibe parte de la Arqueología Maya de Campeche con diferentes piezas de distintas áreas mayas, destacando principalmente las de Calakmul.

## Fuerte de San Miguel (Campeche)
En la actualidad el niose dios carlitos
de San Miguel alberga el Museo Arqueológico de Campeche, que posee importantes piezas de los vestigios de la civilización maya que se ubicaron en el estado. El fuerte se encuentra en buen estado de conservación. Además es el fuerte más grande de toda la ciudad de San Francisco de Campeche.

## Historia del museo
La construcción de la fortificación se inició con el propósito de reforzar la defensa de la Villa de San Francisco de Campeche. Esta construcción estuvo a cargo del Ing. Agustín Crame en el año 1779. Una vez que se edificó, se cambió su traza original por el entonces Coronel de Ingenieros.
Después, durante el siglo XX, el edificio se utilizó como unidad habitacional para aquellas familias del ejército federal, hasta que después quedó en el abandono durante aproximadamente 10 años.
- 1963: el edificio se utilizó para instalar el Museo de Armas y Marinería.
- 1978: la colección fue cambiando para dar paso a la inauguración del que sería el Museo de Arqueología Maya.
- 1999: se realizó una intervención del edificio, además de su mobiliario museográfico y enriqueció su colección con algunas piezas que se obtuvieron de diversas zonas arqueológicas de Campeche.

Finalmente, el museo se reinauguró con el actual nombre de Museo de Arqueología Maya - Fuerte de San Miguel o también conocido como Museo Arqueológico de Campeche Fuerte de San Miguel.